# 베이징-한커우 철도 작전
베이징-한커우 철도 작전(일본어: 京漢線作戦)은 중일 전쟁 시기 일본군이 진행한 작전으로 일본군의 베이징-톈진 작전 이후 시작한 작전이다. 일본은 베이징-한커우 철도를 따라 황허까지 진격했다.